# Verein Autonome Österreichische Frauenhäuser
Der Verein Autonome Österreichische Frauenhäuser (AÖF) versteht sich als Dachorganisation autonomer Frauenhäuser in Österreich.
In dem 1988 als parteiunabhängiger Zusammenschluss der Mitarbeiterinnen autonomer Frauenhäuser in Österreich gegründeten Verein AÖF sind 16 autonome Frauenhäuser vernetzt (Stand: 2023). Der Verein AÖF besteht aus fünf Säulen: die Informationsstelle gegen Gewalt, die bundesweite Frauenhelpline gegen Gewalt 0800 222 555, die Online-Beratung HelpChat „Halt der Gewalt“, das Gewaltpräventionsprojekt StoP – Stadtteile ohne Partnergewalt und das Empowerment-Zentrum „Bakhti“ für Mädchen und junge Frauen in Wien. Bis 2014 war der Verein AÖF auch Trägerverein des europäischen Netzwerks WAVE (Women Against Violence Europe) und bis zu deren Einstellung 2011 auch zuständig für die Literaturdokumentation Gewalt in der Familie.

## Geschichte

### Frauenhausbewegung in Österreich
1978 wurde das erste Frauenhaus Österreichs in Wien gegründet. 2013 waren 28 Frauenhäuser in Österreich gelistet.
Irmtraut Karlsson beschreibt den Prozess der Durchsetzung folgendermaßen: „Es fanden sich auch relativ leicht Projektgruppen und Initiativen. Doch dann begann es schwierig zu werden. Trotz vielfältiger Unterschiede gab es überall gemeinsame Hindernisse: in allen Bundesländern war es schwierig, Finanzierungsmöglichkeiten zu finden. Überall stieß das Konzept des Frauenhauses zunächst auf Mißtrauen und Ablehnung. [...] Die Durchsetzung der Frauenhäuser war in Österreich eine eminent politische Angelegenheit. Sie entstanden im Spannungsfeld von Autonomie und Parteipolitik, von Frauenbewegung und ‚Parteifrauen‘.“
Die vorhandenen 759 Frauenhausplätze werden als zu wenig erachtet, vor allem die regionale Versorgung sei nicht gewährleistet. Nach einer Empfehlung der Konvention des Europarates zur Verhütung und Bekämpfung von Gewalt gegen Frauen und häuslicher Gewalt wird ein Platz pro 10.000 Einwohnern als notwendig angesehen. Daher würde Österreich rund 837 Plätze benötigen.

### Vereinsgeschichte
Der Verein wurde am 15. Jänner 1988 als Zusammenschluss der Mitarbeiterinnen autonomer Frauenhäuser in Österreich gegründet. 1992 wurde die Informationsstelle gegen Gewalt als Servicestelle im Verein eingerichtet, wobei die Finanzierung mit Hilfe des Karl-Renner-Preises erfolgte, den der Verein 1989 für seine Arbeit zur Prävention gegen Gewalt in der Familie erhielt. 1994 übernahm der Verein die Trägerschaft für das internationale Netzwerk WAVE (Women Against Violence Europa). und 1999 für die rund um die Uhr von professionellen Beraterinnen betreute Frauenhelpline (gegen Gewalt gegen Frauen) 0800 222 555. Das seit 1997 in Österreich in Kraft getretene Gewaltschutzgesetz ist ein wichtiger und unabdingbarer Stützpfeiler für den Verein AÖF in der Arbeit gegen häusliche Gewalt.
Im Jahr 2018 feiert der Verein sowohl das 40-jährige Bestehen von Frauenhäusern in Österreich, als auch sein 30-jähriges Jubiläum. Hierzu wird im Zuge der Kampagne der „40 Jahre – 40 Statements“ mit 40 kompakten Informationen zum Thema Geschichte und Bedeutung der Frauenhäuser und Gewaltschutz in Österreich eine Bewusstseinskampagne initiiert.

## Vereinszweck
Für seine Mitglieder versteht sich der Verein AÖF als Anlaufstelle für Fragen und Informationen und betreibt als Interessenvertretung Lobbying für die Anliegen der österreichischen Frauenhäuser. 1991 wurde die Informationsstelle gegen Gewalt als Servicestelle im Verein eingerichtet. Sie ist für die Vernetzung und den Austausch der Autonomen Österreichischen Frauenhäuser zuständig und vertritt ihre Anliegen. Auch das Sensibilisieren und Informieren rund um das Thema häusliche Gewalt an Frauen und Kindern zählt zu ihren Kernaufgaben.

### Tätigkeiten
Der Verein ist Mitglied der Armutskonferenz, des Österreichischen Frauenringes (ÖFR) und der Plattform gegen die Gewalt in der Familie. Er sucht die Vernetzung mit zahlreichen Kooperationspartnern. Zu seinen Aufgaben zählt die Organisation von regelmäßigen Treffen, Tagungen und Fortbildungen für die Mitarbeiterinnen der Frauenhäuser. Die Presse-, Öffentlichkeits-, Informations- und Kampagnenarbeit dient der Verbesserung des Schutzes von Frauen, die von Gewalt betroffen sind, und deren Kinder. Für die Arbeit mit Kindern, die in den Frauenhäusern einen eigenen Bereich darstellt, hat der AÖF Qualitätsstandards entwickelt. Weitere Tätigkeitsschwerpunkte des Vereins sind Schulungen und Seminare mit verschiedensten Berufsgruppen zum Thema Gewalt gegen Frauen, Gewaltpräventionsarbeit im Bildungsbereich, Grundlagenarbeit zu Gewalt an Frauen und Kindern sowie politische Arbeit, vor allem im Bereich der Gleichstellungspolitik.

### Informationsstelle gegen Gewalt
Die Informationsstelle dient der Prävention von Gewalt an Frauen und Kindern in der Familie und die effektive Kooperation der gesellschaftlichen Institutionen in diesem Zusammenhang. Die Zielgruppen sind hilfesuchende Frauen und Kinder, Personen aus dem Umfeld der Betroffenen (Angehörige, Nachbarn …), Frauenhäuser, Frauenorganisationen, soziale und psychosoziale Einrichtungen, Einrichtungen im medizinischen Bereich, Polizei und Gerichte, Schulen, Einrichtungen der Erwachsenenbildung, Studierende, Journalisten, Behörden, öffentliche Verwaltung, politisch Verantwortliche sowie internationale Organisationen. Auch ist der Verein treibende Kraft bei der Umsetzung diverser EU-Projekte hinsichtlich der Verhinderung von häuslicher Gewalt.
Bei der Arbeit in der Informationsstelle geht man davon aus, dass erfolgreiche Gewaltprävention u. a. auf der gesellschaftlichen Ebene ansetzten muss, mit dem Ziel, die Entstehung von gewaltbegünstigenden Strukturen zu verhindern (Primärprävention), weiters auf der Ebene individueller Hilfe in akut oder potentiell gefährlichen Situationen (Sekundärprävention) sowie auf der Ebene des Schutzes vor Gewalt und der Verhinderung weiterer Gewalttätigkeiten (Tertiärprävention).
Entsprechend wurden die Angebote der Informationsstelle entwickelt:
- Statistiken über Betroffene und die autonomen Frauenhäuser Österreichs[21]
- Produktion und Bereitstellung von Informationsmaterial
- telefonische und persönliche Information
- Vermittlung an Hilfseinrichtungen
- Informationen für verschiedene Zielgruppen wie Medien, Polizei, Gerichte, medizinisches Personal, Studierende, Bildungseinrichtungen usw.
- Konzeption und Durchführung von Seminaren für die Aus- und Fortbildung
- Bereitstellung von Fachfrauen und Referentinnen für Veranstaltungen sowie
- Beratung und Unterstützung beim Aufbau von Initiativen gegen Gewalt an Frauen

### Frauenhelpline gegen Gewalt
Im Dezember 1998 wurde auf Initiative der damaligen Frauenministerin Barbara Prammer eine temporäre Helpline – vorerst in einem Callcenter in Salzburg – eingerichtet, die Hilfesuchende an das bestehende Netz von Fraueneinrichtungen und sozialen Institutionen in ganz Österreich weitervermittelte. Am 1. Juni 1999 wurde die Frauenhelpline gegen Männergewalt im Verein Autonome Österreichische Frauenhäuser in Wien in Betrieb genommen. Diese wird seither von professionellen Mitarbeiterinnen rund um die Uhr betreut. Die Nummer 0800/222 555 ist anonym und kostenlos. Seit 2005 bietet die Frauenhelpline auch muttersprachliche Beratung zu bestimmten Zeiten in Arabisch, Bosnisch-Kroatisch-Serbisch, Rumänisch und Türkisch an.
Die Frauenhelpline ist eine ausschließlich telefonische Kriseneinrichtung, die als Ergänzung der Informationsstelle gegen Gewalt fungiert und dieselben Ziele mit denselben Zielgruppen verfolgt.

## Auszeichnungen
- 2024: Bruno-Kreisky-Preis für Verdienste um die Menschenrechte[23]
- ORF Fundraising Award 2018[24]
- 2018: Bezirksfrauenpreis Margareta[25]
- Österreichisches Spendengütesiegel (Stand 2018)[26]
- 1989: Karl-Renner-Preis

## Veröffentlichungen
- Home Sweet Home – 40 Jahre Österreichische Frauenhausarbeit: Dokumentarfilm, Ö 2018, HD, 16:9, Länge: 46 min., Regie und Konzept: Susanne Riegler, Schnitt: Edith Bachkönig, Sprecherin: Andrea Eckert, Musik: Melissa Coleman/Monika Lang, Produktion: Susanne Riegler.
- Andrea Berzlanovich, Gertrude Brinek, Maria Rösslhumer (Hrsg.): eine von fünf – Gewaltschutz für Frauen in allen Lebenslagen. Edition Ausblick Wien ‐ Saarbrücken 2017, ISBN 978-3-903798-63-2.
- Verein Autonome Österreichische Frauenhäuser (Hrsg.): 30 Jahre Frauenhausbewegung in Europa (Mit einem Vorwort von Daniela Almer und Petra Ziegler), Milena Verlag, Wien 2004, ISBN 3-85286-121-7.
- Maria Rösslhumer (Hrsg.): So schmeckt die Welt. Besondere Frauen, besondere Rezepte. Echomedia Verlag, Wien 2016, ISBN 978-3-903113-00-8.
- Nina Kusturica (Regie) in Kooperation mit dem Verein Autonome Österreichische Frauenhäuser: Auswege (Film). Wien 2003, 90 Minuten.
- Verein Autonome Österreichische Frauenhäuser (Hrsg.), Jochen Graf und Katja Schröckenstein (Regie): Schrittweise. Wege aus der Gewalt. Wien 2011–2018, 27 Minuten, Folge 1–4.
- Verein Autonome Österreichische Frauenhäuser (Hrsg.): Gewaltschutzbroschüre Recht auf Schutz und Hilfe für Opfer von Gewalt. Gesetze zum Schutz vor Gewalt in Österreich für blinde Menschen in Österreich. Brailleschrift. Wien 2009.
- Verein Autonome Österreichische Frauenhäuser, Wiener Interventionsstelle gegen Gewalt, WITAF: Gewaltschutzbroschüre Schrei gegen Gewalt. Informationen für gehörlose Frauenzum Schutz vor Gewalt. Wien 2010.
- Wiener Interventionsstelle gegen Gewalt in der Familie, Verein Autonome Österreichische Frauenhäuser: Gewaltschutzbroschüre Gesetze zum Schutz vor Gewalt in Österreich. Wien 2017.

## Belege
1. ↑  Frauenhäuser, in: Webpräsenz www.aoef.at
2. ↑  Verein AÖF, in: Webpräsenz www.aoef.at
3. ↑  Der Verein autonome österreichische Frauenhäuser, in: Webpräsenz www.zwanzigtausendfrauen.at
4. ↑  Isabelle Engels: Sendereihe Hörbilder vom 18. Februar 2012, in: Webpräsenz von Ö1 des ORF
5. ↑  Frauenhäuser in Österreich, in: Webpräsenz des Bundeskanzleramtes
6. ↑  Übersichtskarte Frauenhäuser in Österreich, in: Webpräsenz des AÖF
7. ↑  Irmtraut Karlsson: Entstehungsgeschichten, in: Irmtraut Karlsson (Herausgeber): Ein gebrochenes Tabu. Frauenhäuser in Österreich, Deuticke Verlag, Wien 1988; S. 26.
8. ↑  Datenvernetzung im Kampf gegen Gewalt gegen Frauen, in: Kurier vom 23. März 2013
9. ↑  Übereinkommen des Europarats zur Verhütung und Bekämpfung von Gewalt gegen Frauen und häuslicher Gewalt (PDF; 1,1 MB). Erläuternder Bericht; Artikel 23 – Schutzunterkünfte; Abs. 135; S. 69. Abgerufen am 11. Oktober 2013.
10. ↑  WAVE Network. Abgerufen am 11. Oktober 2013.
11. ↑  Entstehungsgeschichte der Frauenhelpline. Abgerufen am 11. Oktober 2013.
12. ↑  STANDARD Verlagsgesellschaft m.b.H.: 40 Jahre Frauenhäuser: Als Gewalt noch "Privatsache" war. In: derStandard.at. (derstandard.at [abgerufen am 19. Februar 2018]).
13. ↑  aoef admin: Kampagne „40 Jahre – 40 Statements“. Abgerufen am 19. Februar 2018 (deutsch).
14. ↑  Plattform gegen die Gewalt in der Familie,
15. ↑  Barbara Kavemann, Ulrike Kreyssig (Hrsg.): Handbuch Kinder und Häusliche Gewalt, VS Verlag für Sozialwissenschaften, 2. Aufl. 2007, ISBN 978-3-531-15377-3, S. 178
16. ↑  Tätigkeitsbericht,
17. ↑  RESPONSE,
18. ↑  Youth Mind Project,
19. ↑  aoef admin: Aktuelle EU-Projekte. Abgerufen am 19. Februar 2018 (deutsch).
20. ↑  Angebote des AÖFs,
21. ↑  aoef admin: Statistiken der AÖF. Abgerufen am 19. Februar 2018 (deutsch).
22. ↑  Anlaufstellen in akuten Gewaltsituationen, Bundesministerin für Frauen und Öffentlichen Dienst, Website des Bundeskanzleramts Österreich
23. ↑  Ehepaar Kara-Mursa bekam Kreisky-Menschenrechtspreis. In: orf.at. 4. Oktober 2024, abgerufen am 4. Oktober 2024.
24. ↑  https://www.fundraisingkongress.at/fundraising-awards/gewinnerinnen-2018/#spot
25. ↑  Margareta für Autonome Frauenhäuser, auf mein meinbezirk.at vom 19. März 2018, abgerufen am 7. Dezember 2020.
26. ↑  Spendengütesiegel - Verein Autonome Österreichische Frauenhäuser (AÖF). Abgerufen am 19. Februar 2018.